# 雅姆
雅姆（Yam・Yamm）是迦南地區的海神，因烏加里特文獻而為人所知，也稱納哈爾（Nahar），意為「河流」。據說納哈爾原本指的是別的神，可能與水審的神判有關，例如美索不達米亞的伊德魯魯古（Idlurugu）。雖然雅姆受到了深厚的崇拜，但祂在萬神殿中的地位卻很低。在巴力史詩（Baal Cycle）中，祂和天氣之神巴力爭奪眾神之王的地位，但最終失敗。有人認為，比布羅斯的斐羅（Philo of Byblos）著作中提到的「澎濤士」可能就是祂。

## 脚注
1. 1 2  Rahmouni 2008，第239頁.
2. ↑  Rahmouni 2008，第313-314頁.
3. ↑  Niehr 2016，第143頁.
4. ↑  Smith & Pitard 2009，第45頁.
5. ↑  Niehr 2016，第143-144頁.